# كارين رودريغوس
كارين رودريغوس (بالبرتغالية: Karin Rodrigues) (8 نوفمبر 1971 في البرازيل - ) هي لاعبة كرة طائرة برازيلية في مركز وسط ‏. شاركت في الألعاب الأولمبية الصيفية 2000.

## وصلات خارجية
- كارين رودريغوس على موقع أوليمبيديا (الإنجليزية)
- كارين رودريغوس على موقع اللجنة الأولمبية البرازيلية (البرتغالية)